# Piège à loup
Pour les articles homonymes, voir Piège à loup (film) et Le Piège à loups.
Un piège à loup est un type de piège destiné à tuer ou attraper des loups. Utilisé dans le domaine du piégeage, c'est l'une des techniques employées pour la chasse au loup.

## Types
- Cage de capture : c'est une cage où on place une pièce de viande. Quand le loup entre, les portes de la cage se referment et le loup est coincé.
- Piège à mâchoires : quand le loup marche dedans, la mâchoire se referme sur sa patte et il est bloqué.
- Fosse ou puits : trou camouflé, quand le loup tombe dedans, le trou est trop profond pour qu'il ressorte, il est piègé.

## Piège à loup dans la culture
Dans le film franco-italien Hommes et Loups (Uomini e lupi), réalisé par Giuseppe De Santis et Leopoldo Savona et sorti en 1956, un des personnages creuse un trou recouvert de branches pour essayer d'attraper des loups.
Des crampons de piège à loup figurent sur les armes de plusieurs communes, dont celles de Wolxheim ou de Wolfisheim, deux communes situées dans le Bas-Rhin en Alsace.
Foios est une commune du canton de Sabugal au Portugal. Son nom a pour origine l’appellation des anciens pièges à loups, qui s’appelaient Fóios.

## Loberas en Espagne

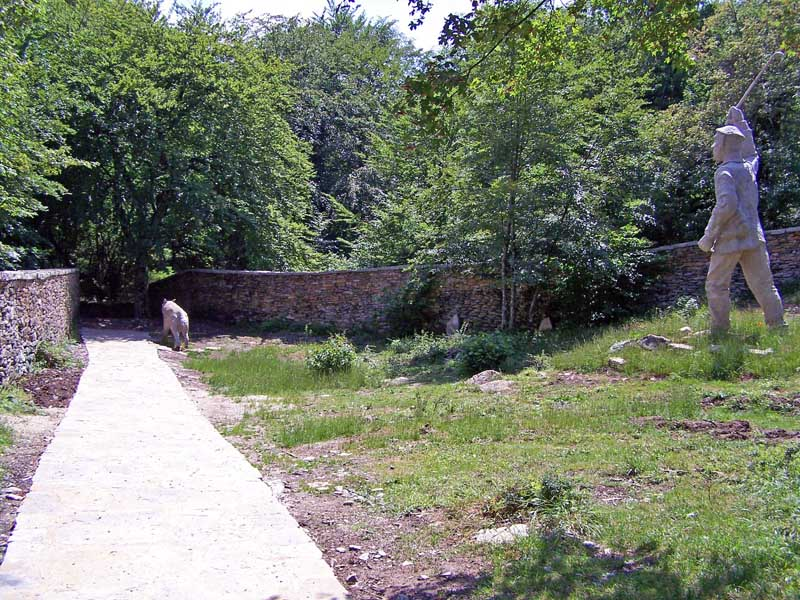
Sculptures représentant une scène de chasse au loup à la Lobera Monte Santiago (Province de Burgos).

En Espagne, on désigne par lobera une construction utilisée anciennement pour la chasse de loups. Elle consistait en une clôture ou des parois de pierre en forme d'entonnoir de grande de taille (à partir de 50 m), qui conduit à un puits profond[réf. nécessaire].
On en voit encore, par exemple, dans les communes de Espinosa de los Monteros (Province de Burgos), de Barrón (Province d'Alava), ou dans le Parc naturel de Gorbeia (Pays Basque).

## Pièges à loup en France
En France, la détention et l'usage des pièges à loups sont interdits depuis 1984.

## Galerie

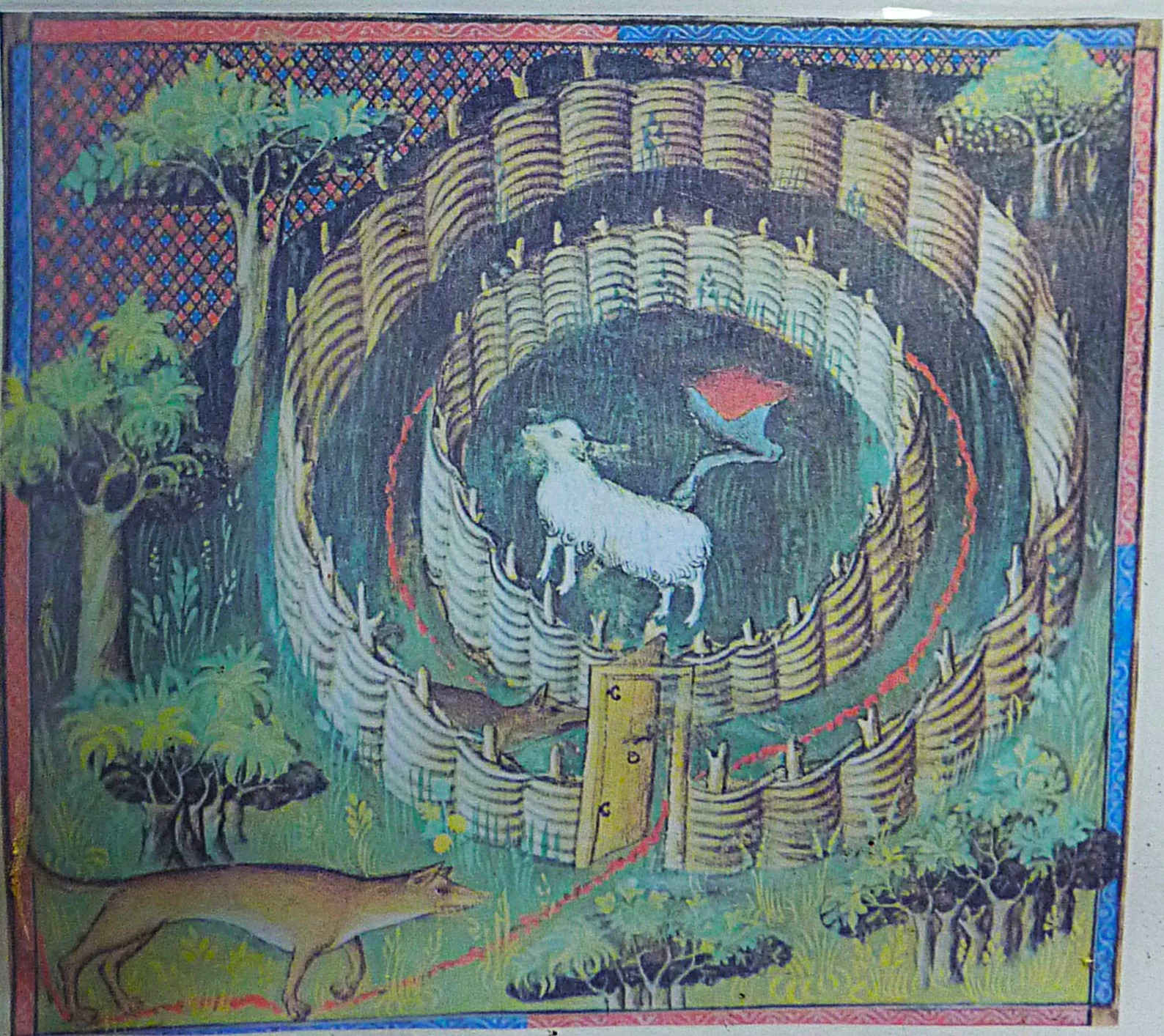
Miniature du Moyen-Âge représentant un piège à loup.
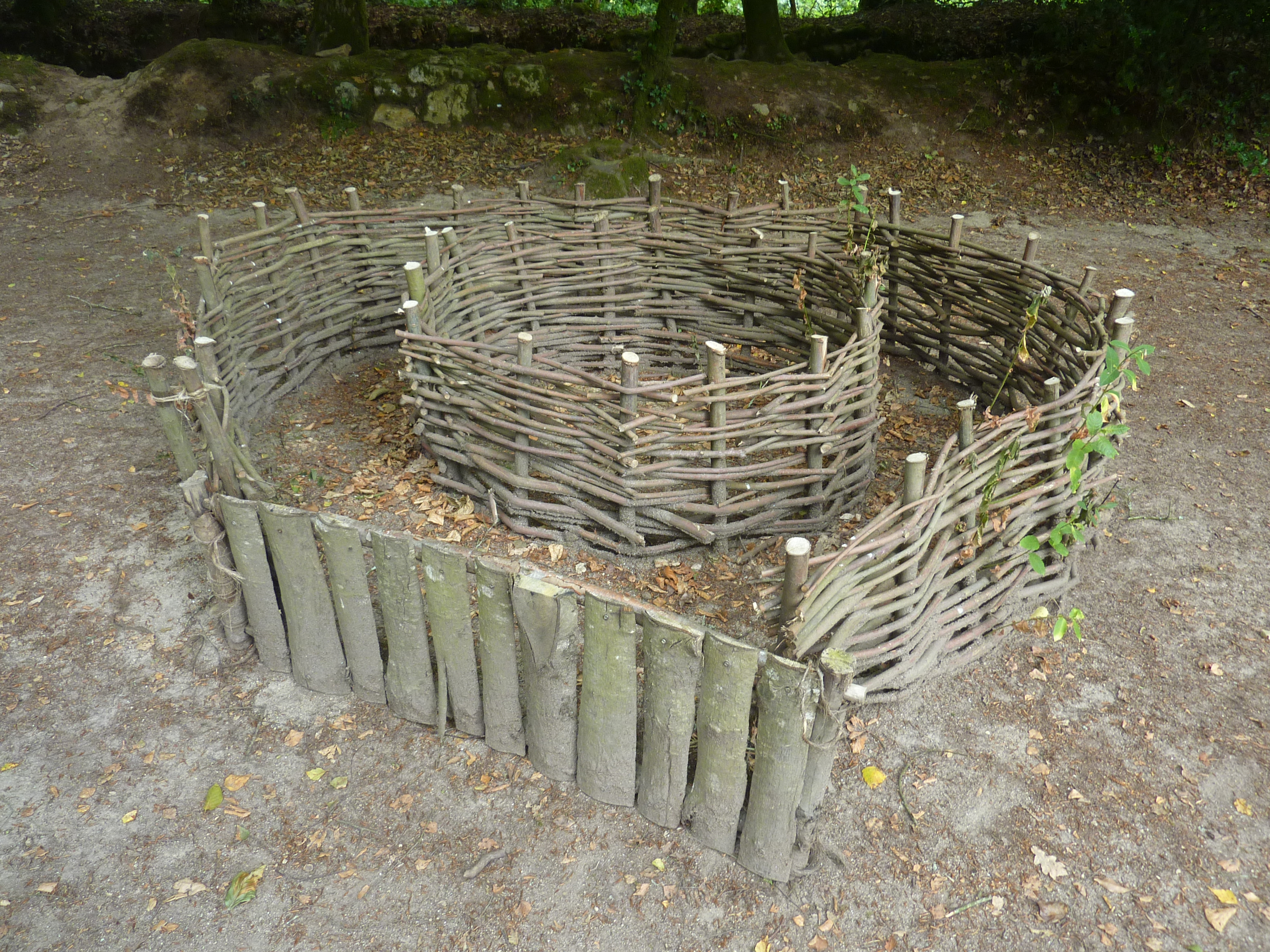
Piège à loup traditionnel (reconstitution).
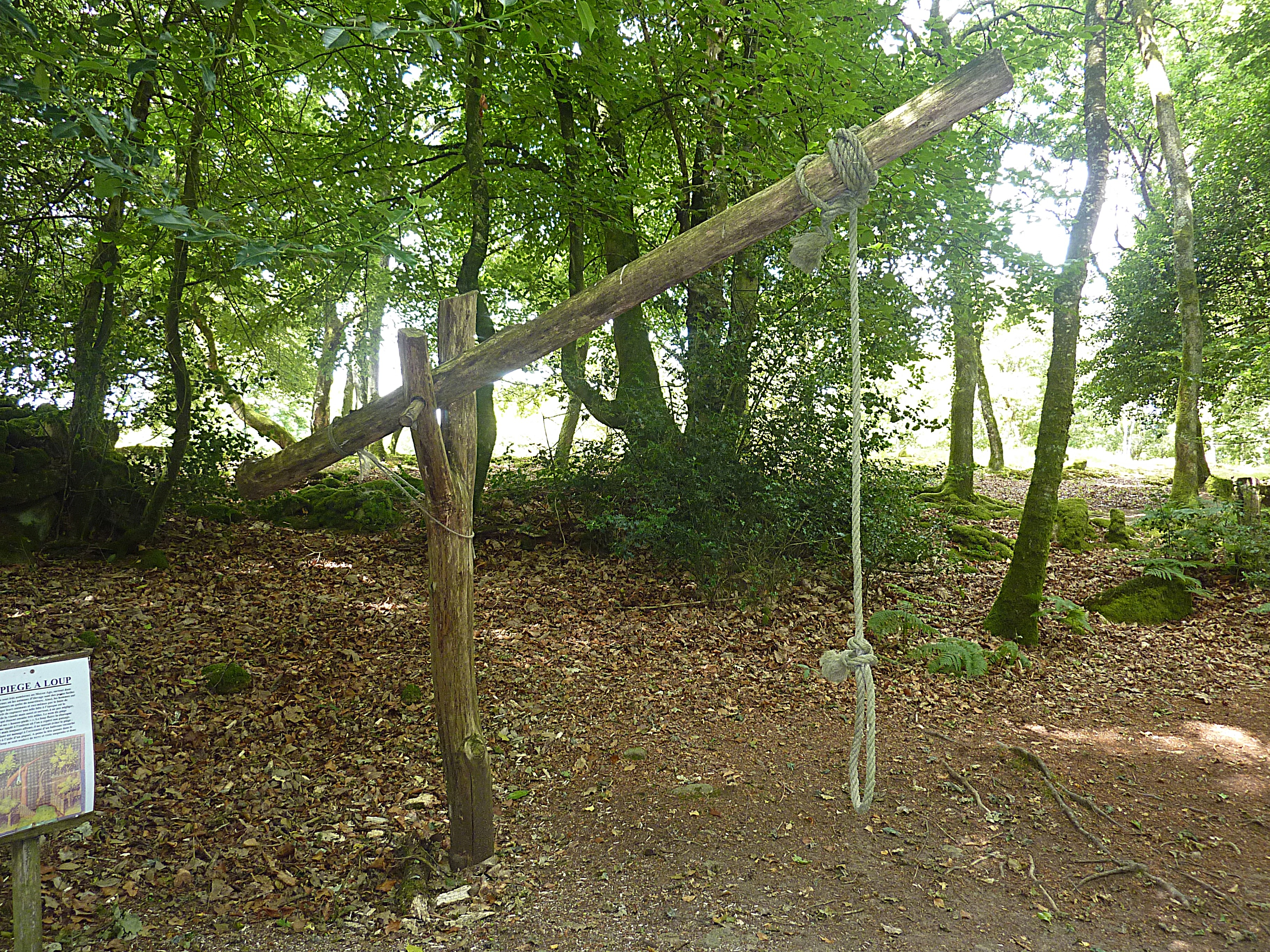
Autre type de piège à loup (reconstitution).
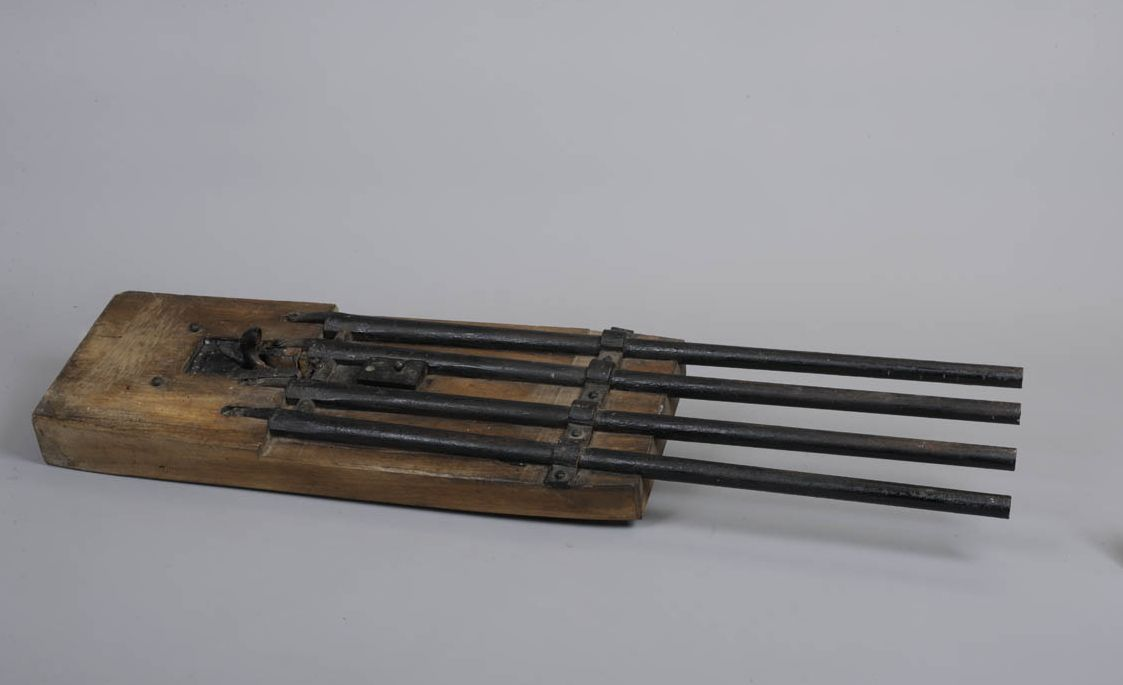
Piège fusil à déclenchement automatique pour la chasse au loup (collection des Musées départementaux de la Haute-Saône).
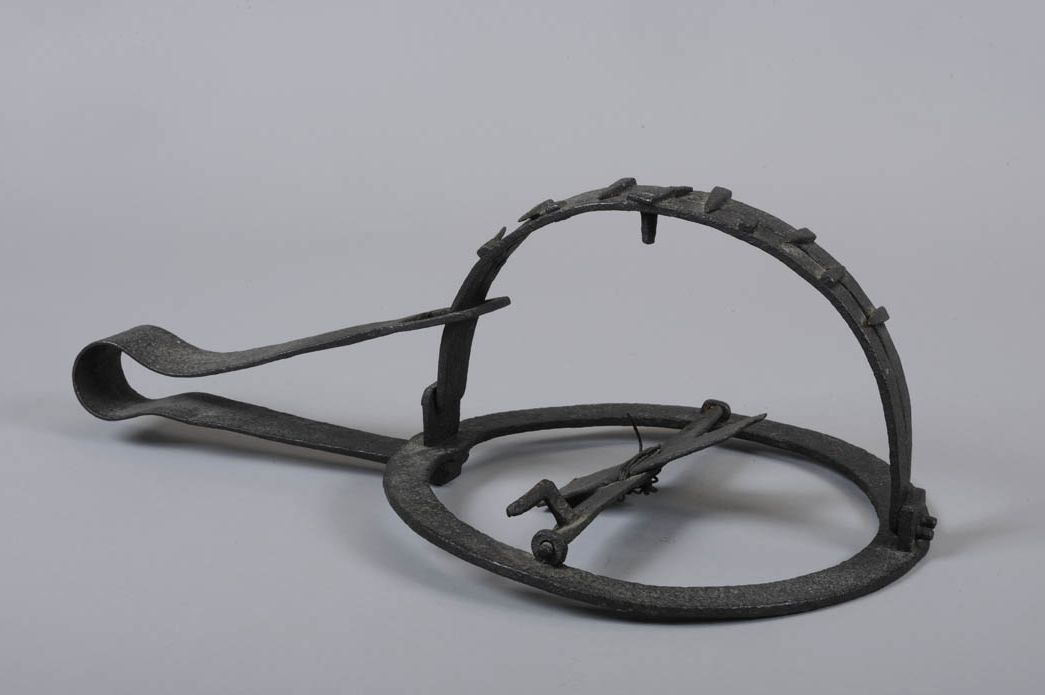
Piège à loup (collection des Musées départementaux de la Haute-Saône).
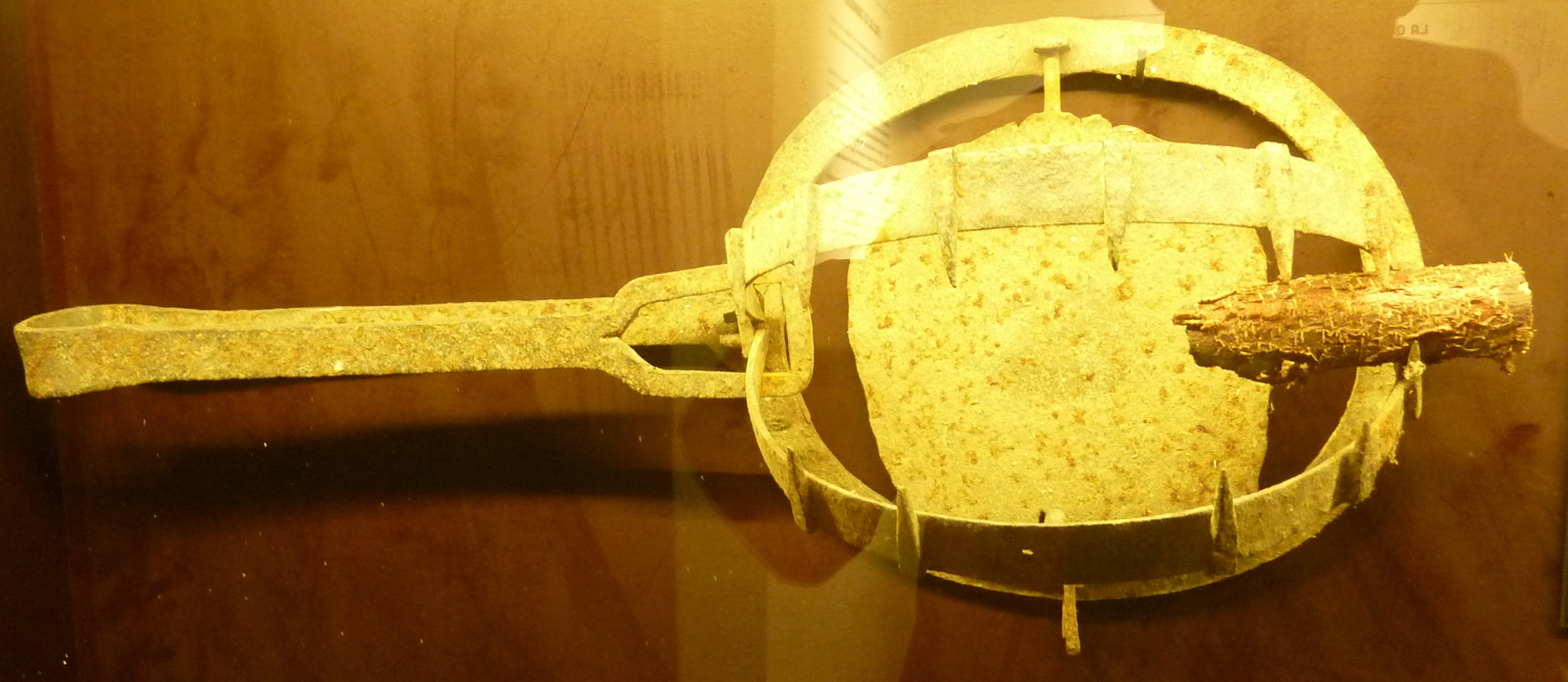
Piège à loup (collection du Musée du loup dans le Finistère).
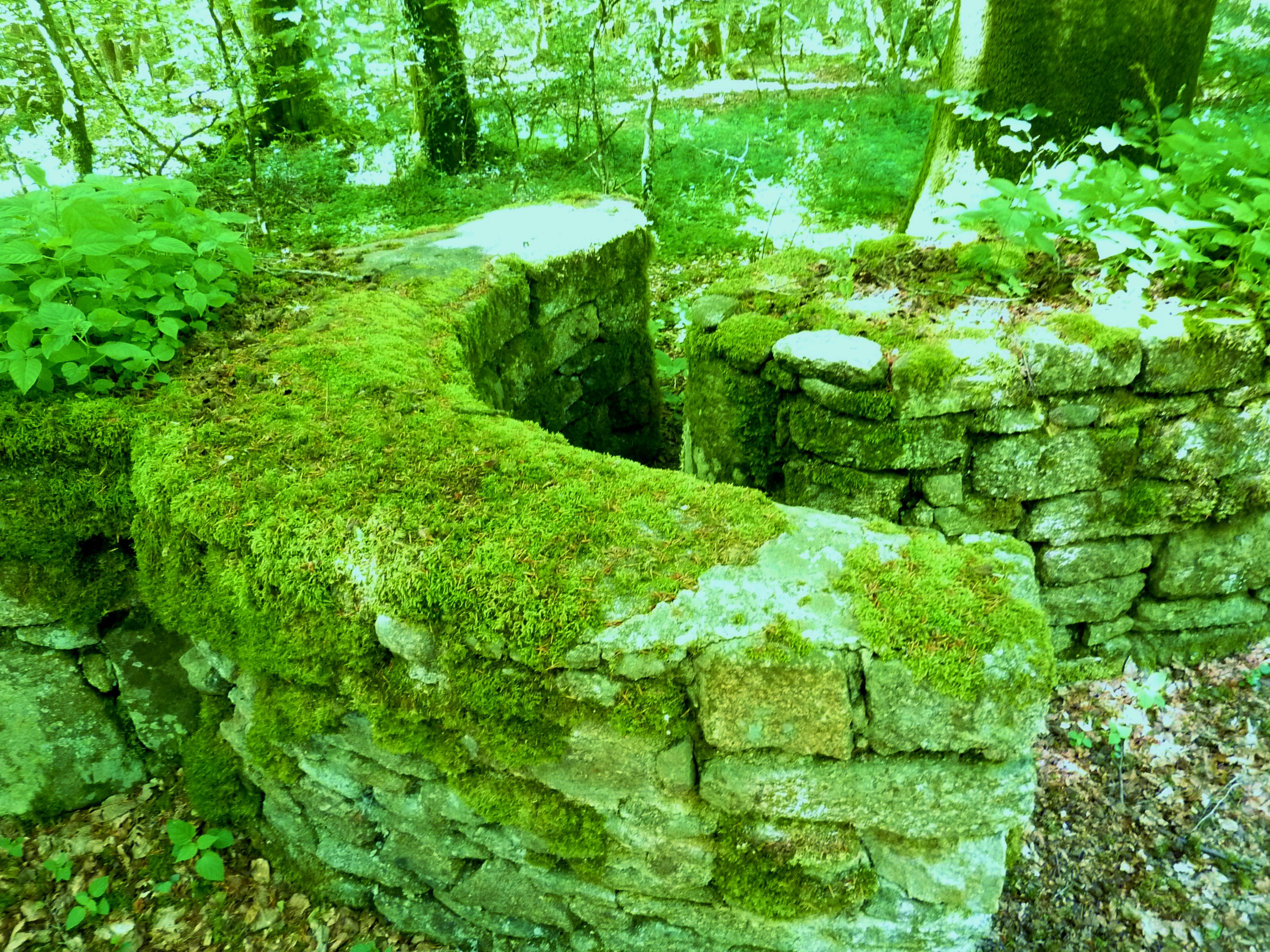
Piège à loups au manoir de Penhoat en Plounéour-Ménez (Finistère).